# Micky Maus (Zeichentrickserie)
Micky Maus (Originaltitel: Mickey Mouse) ist eine US-amerikanische Zeichentrickserie, die von Disney Television Animation produziert wird. Es treten die bekannten Comicfiguren Micky Maus, Minnie Maus, Donald Duck, Daisy Duck, Goofy, Pluto, und Kater Karlo in unterschiedlichen Städten wie Paris, Venedig, Tokio und New York City auf. Der Slapstick-Humor soll an die klassischen Micky-Maus-Cartoons anknüpfen.
Die Serie wird in 160 Länder ausgestrahlt, wurde in 34 Sprachen übersetzt und hatte im Juni 2014 weltweit mehr als 135 Millionen Zuschauer. Die Serie erhielt bei den Creative Arts Emmy Awards 2013 und 2014 jeweils drei Emmys und konnte 2013 zwei Annie Awards gewinnen.

## Sprecher
Die Synchronisation entsteht nach einem Dialogbuch und unter der Dialogregie von Mario von Jascheroff bei der Synchronfirma SDI Media Germany GmbH in Berlin. Mario von Jascheroff leiht außerdem Micky Maus seine Stimme.
| Figur                      | Originalsprecher       | Deutscher Sprecher                          |
| -------------------------- | ---------------------- | ------------------------------------------- |
| Micky Maus                 | Chris Diamantopoulos   | Mario von Jascheroff                        |
| Minnie Maus                | Russi Taylor           | Diana Borgwardt Christin Marquitan (Gesang) |
| Donald Duck                | Tony Anselmo           | Peter Krause Christian Zeiger Anita Heilker |
| Daisy Duck                 | Tress MacNeille        | Sabine Arnhold                              |
| Goofy                      | Bill Farmer            | Walter Alich                                |
| Kater Karlo                | Jim Cummings           | Tilo Schmitz                                |
| Dagobert Duck              | Alan Young John Kassir | Kaspar Eichel                               |
| Professor Primus von Quack | Corey Burton           | Eberhard Prüter Axel Lutter                 |

## Ausstrahlung
Die erste Episode „Croissant de Triomphe“ wurde als Vorschau bereits am 12. März 2013 auf der Website vom Disney Channel hochgeladen. Die Erstausstrahlung war am 28. Juni 2013 im Disney Channel, gefolgt vom Release beim eigenen Video-on Demand-Service Watch Disney Channel. Am 11. April 2014 startete die zweite Staffel in den USA. Aufgrund des Erfolgs der Serie wurde im Juni 2014 eine dritte Staffel in Auftrag gegeben.
Am 21. September 2013 hatte die Serie auch im deutschen Disney Channel als deutsche Erstausstrahlung Premiere. Mit dem Wechsel des Senders ins frei empfangbare Fernsehen im Januar 2014 wird die Serie nun als deutschsprachige Free-TV-Premiere gezeigt. Hinzu kommen Wiederholungen auf den Pay-TV-Kanälen Disney Cinemagic und Disney XD. Am 13. Juni 2014 war in Deutschland die vierte Episode der zweiten Staffel am selben Tag sowohl bei Disney XD als auch beim Disney Channel zu sehen. Die regelmäßige Ausstrahlung der zweiten Staffel findet ab dem 10. Oktober 2014 statt.

## Episodenliste

### Staffel 1
| Nr. (ges.) | Nr. (St.) | Deutscher Titel        | Originaltitel         | Erstausstrahlung USA | Deutschsprachige Erstausstrahlung (D/A/CH) | Regie          | Drehbuch                                                                        | Zuschauer (USA) | Prod. Code |
| --- | --------- | ---------------------- | --------------------- | -------------------- | ------------------------------------------ | -------------- | ------------------------------------------------------------------------------- | --------------- | ---------- |
| 1 | 1         | Kleider machen Leute   | No Service            | 28. Juni 2013        | 21. Sep. 2013                              | Paul Rudish    | Paul Rudish                                                                     | —               | 002        |
| Micky und Donald wollen lunchen gehen, dürfen aber ohne Hose und Schuhe (Donald) und ohne Shirt (Micky) Goofys Grillrestaurant an der Küste nicht betreten. Sie entscheiden sich darum dafür, Federn zu ziehen, wer mit der Klamotten Essen besorgt. Micky muss schließlich Donald seine Kleidung geben. Micky versucht sich nun zu verstecken, vor allem vor Minnie und Daisy, wegen Nacktheit in der Öffentlichkeit.                                                                                    |           |                        |                       |                      |                                            |                |                                                                                 |                 |            |
| 2 | 2         | Der Jodelberg          | Yodelberg             | 29. Juni 2013        | 16. Nov. 2013                              | Aaron Springer | Derek Dressler, Clay Morrow, Paul Rudish & Aaron Springer                       | —               | 003        |
| Micky hat Schwierigkeiten, um zu Minnies Chalet zu kommen. Daran schuld sind Kuckucksuhren, ein Yeti, eine Packung Chips und vieles mehr. |           |                        |                       |                      |                                            |                |                                                                                 |                 |            |
| 3 | 3         | Croissant de Triomphe  | Croissant de Triomphe | 30. Juni 2013        | 9. Sep. 2013                               | Paul Rudish    | Paul Rudish                                                                     | —               | 001        |
| Minnies Café hat keine Croissants mehr und die Kunden werden langsam ungeduldig. Micky beginnt eine schnelle Fahrt durch Paris, um die Croissants zu liefern. Anmerkung: Diese Episode wurde am 12. März 2013 als Vorschau auf Disney.com hochgeladen. Der geführte Dialog ist zum Großteil in Französisch und nicht in Englisch. |           |                        |                       |                      |                                            |                |                                                                                 |                 |            |
| 4 | 4         | Hot Dog auf der Flucht | New York Weenie       | 5. Juli 2013         | 28. Sep. 2013                              | Aaron Springer | Aaron Springer                                                                  | —               | 004        |
| Micky jagt einen ausgerissenen Hotdog durch den New Yorker Central Park. |           |                        |                       |                      |                                            |                |                                                                                 |                 |            |
| 5 | 5         | Irrfahrt in Tokio      | Tokyo Go              | 12. Juli 2013        | 5. Okt. 2013                               | Paul Rudish    | Heiko Drengenberg, Derek Dressler, Clay Morrow, Paul Rudish & Aaron Springer    | —               | 005        |
| Auf seinem Weg zu einer Kindereisenbahn in Tokio erwischt Micky den falschen Zug. Nun versucht er mit allen Mitteln in den richtigen Zug zu kommen, auch wenn das einen Sprung von einer Brücke auf den darunter fahrenden Zug oder mit einem Sumo kämpfen bedeutet. Anmerkung: Der geführte Dialog ist zum Großteil in Japanisch und nicht in Englisch. |           |                        |                       |                      |                                            |                |                                                                                 |                 |            |
| 6 | 6         | Cool bleiben           | Stayin’ Cool          | 19. Juli 2013        | 12. Okt. 2013                              | Dave Wasson    | Derek Dressler, Clay Morrow, Paul Rudish, Aaron Springer & Dave Wasson          | 3,34 Mio.       | 006        |
| Am heißesten Tag des Jahres versuchen Micky, Donald und Goofy einen kühlen Kopf zu bewahren, indem sie im Pool eines reichen Einwohners liegen, im Kühllager einer Fleischerei herumhängen, in einer Waschstraße gewaschen und von einem Propeller eines Flugzeugs abgekühlt werden. Schließlich enden die drei in einem Eiswagen und sorgen für Abkühlung in der ganzen Stadt. |           |                        |                       |                      |                                            |                |                                                                                 |                 |            |
| 7 | 7         | Fisch an Land          | Gasp!                 | 26. Juli 2013        | 17. Okt. 2013                              | Clay Morrow    | Clay Morrow                                                                     | 3,23 Mio.       | 009        |
| Nachdem der hinterhältige Kater Figaro die Goldfischglaskugel zerbrochen hat, versucht Micky seinen Goldfisch Gubbles auf verschiedenste Weisen vor dem Ableben zu retten. |           |                        |                       |                      |                                            |                |                                                                                 |                 |            |
| 8 | 8         | Das Panda-Foto         | Panda-monium          | 2. Aug. 2013         | 24. Okt. 2013                              | Aaron Springer | Aaron Springer                                                                  | —               | 010        |
| Micky versucht ein Pandababy im Pekinger Zoo von verschiedenen Perspektiven zu fotografieren, wird dabei aber vom Pandababy ausgetrickst und endet selbst als Pandababy im Gehege, wobei er wiederum vom eigentlichen Pandababy fotografiert wird. Anmerkung: Der geführte Dialog ist zum Großteil in Mandarin und nicht in Englisch, ausgenommen der Kamera, die Help me ruft. |           |                        |                       |                      |                                            |                |                                                                                 |                 |            |
| 9 | 9         | Die frechen Ohren      | Bad Ear Day           | 16. Aug. 2013        | 29. Okt. 2013                              | Chris Savino   | Derek Dressler, Clay Morrow, Paul Rudish, Chris Savino & Aaron Springer         | 3,70 Mio.       | 008        |
| Micky sucht seine Ohren, nachdem er sie vor einem Date mit Minnie verloren hat und dadurch taub geworden ist. Nachdem er bemerkt hat, dass seine Ohren als Pucks auf der Eisfläche landen, muss Micky das Spiel für die Heimmannschaft entscheiden, damit er seine Ohren zurückbekommt. |           |                        |                       |                      |                                            |                |                                                                                 |                 |            |
| 10 | 10        | Ein untoter Freund     | Ghoul Friend          | 4. Okt. 2013         | 23. Nov. 2013                              | Aaron Springer | Aaron Springer                                                                  | —               | 007        |
| Mickeys Auto hat eine Panne. Als er in einem dunklen Wald festsitzt, beginnt ein untoter Goofy nach ihm zu jagen. |           |                        |                       |                      |                                            |                |                                                                                 |                 |            |
| 11 | 11        | Die große Hundeschau   | Dog Show              | 11. Okt. 2013        | 1. Dez. 2013                               | Dave Wasson    | Dave Wasson, Aaron Springer, Clay Morrow, Paul Rudish & Derek Dressler          | 2,92 Mio.       | 012        |
| Nachdem Pluto durch Goofy verletzt worden ist, muss letzterer als Ersatz an einer Hundeshow teilnehmen, an der Micky Pluto eigentlich angemeldet hatte. |           |                        |                       |                      |                                            |                |                                                                                 |                 |            |
| 12 | 12        | O Sole Minnie          | O Sole Minnie         | 18. Okt. 2013        | 14. März 2014                              | Paul Rudish    | Dave Wasson, Aaron Springer, Clay Morrow, Paul Rudish, and Alonso Ramirez Ramos | 2,88 Mio.       | 013        |
| Micky ist Gondelfahrer in Italien und versucht Kellnerin Minnie zu imponieren. Anmerkung: Der geführte Dialog ist zum Großteil in Italienisch und nicht in Englisch. |           |                        |                       |                      |                                            |                |                                                                                 |                 |            |
| 13 | 13        | Kartoffelland          | Potatoland            | 18. Nov. 2013        | 30. Aug. 2014                              | Aaron Springer | Aaron Springer                                                                  | —               | 016        |
| Micky und Donald nehmen Goofy mit nach Idaho, um einen Freizeitpark namens Kartoffelland zu besuchen. Als Micky und Donald herausfinden, dass Kartoffelland bloß eine Attraktion ist, um Leute nach Idaho zu locken, lassen sie Goofys Traum wahr werden, indem sie ein Park nur aus Kartoffeln und Soße bauen. Anmerkung: Diese Episode hat eine Länge von sieben Minuten. Sie hatte ihre US-Premiere am 85. Geburtstag von Steamboat Willie, was zugleich als Geburtstag von Micky Maus angesehen wird. |           |                        |                       |                      |                                            |                |                                                                                 |                 |            |
| 14 | 14        | Der Schlafwandler      | Sleepwalkin’          | 5. Dez. 2013         | 14. März 2014                              | Paul Rudish    | Heiko Drengenberg, Derek Dressler, Clay Morrow, Paul Rudish & Aaron Springer    | 2,11 Mio.       | 014        |
| Micky beobachtet Goofy nachts, da dieser über das Schlafwandeln klagt. |           |                        |                       |                      |                                            |                |                                                                                 |                 |            |
| 15 | 15        | Donalds dicker Fuß     | Flipperboobootosis    | 3. Jan. 2014         | 14. März 2014                              | Paul Rudish    | Darrick Bachman, Paul Rudish, David Gemmill & Clay Morrow                       | —               | 018        |
| Micky und Goofy versuchen den Grund für Donalds dicken Fuß zu finden. |           |                        |                       |                      |                                            |                |                                                                                 |                 |            |
| 16 | 16        | Der Wrestling-Champion | Tapped Out            | 10. Jan. 2014        | 14. März 2014                              | Clay Morrow    | Darrick Bachman, Clay Morrow, Paul Rudish & Aaron Springer                      | —               | 019        |
| Goofy unterstützt Micky beim Wrestling-Kampf gegen Kater Karlo. |           |                        |                       |                      |                                            |                |                                                                                 |                 |            |
| 17 | 17        | Das romantische Dinner | Third Wheel           | 14. Feb. 2014        | 21. März 2014                              | Clay Morrow    | Derek Dressler, Clay Morrow, Paul Rudish & Aaron Springer                       | —               | 011        |
| Goofy stört Micky und Minnie bei einem Date. |           |                        |                       |                      |                                            |                |                                                                                 |                 |            |
| 18 | 18        | Immer nur Zoff!        | The Adorable Couple   | 7. März 2014         | 30. Aug. 2014                              | William Reiss  | Darrick Bachman, Clay Morrow, William Reiss & Paul Rudish                       | —               | 017        |
| Micky und Minnie versuchen Donald und Daisy glücklich zu machen. |           |                        |                       |                      |                                            |                |                                                                                 |                 |            |

## Auszeichnungen
| Jahr | Preis                | Kategorie                                                                     | Für                                                              | Resultat  |
| ---- | -------------------- | ----------------------------------------------------------------------------- | ---------------------------------------------------------------- | --------- |
| 2013 | Primetime Emmy Award | Outstanding Short-format Animated Program                                     | For "Croissant de Triomphe"                                      | Gewonnen  |
| 2013 | Primetime Emmy Award | Individual Achievement Awards                                                 | For Jenny Gase-Baker in Background Painting                      | Gewonnen  |
| 2013 | Primetime Emmy Award | Individual Achievement Awards                                                 | For Joseph Holt for Art Direction                                | Gewonnen  |
| 2013 | Annie Awards         | Character Design in an Animated TV/Broadcast Production                       | Paul Rudish                                                      | Gewonnen  |
| 2013 | Annie Awards         | Outstanding Achievement, Music in an Animated TV/Broadcast Production         | Christopher Willis                                               | Gewonnen  |
| 2013 | Annie Awards         | Outstanding Achievement, Editorial in an Animated TV/Broadcast Production     | Illya Owens                                                      | Nominiert |
| 2013 | Annie Awards         | Outstanding Achievement, Directing in an Animated TV/Broadcast Production     | Aaron Springer                                                   | Nominiert |
| 2013 | Annie Awards         | Outstanding Achievement, Storyboarding in an Animated TV/Broadcast Production | Alonso Ramos-Ramirez                                             | Nominiert |
| 2013 | Annie Awards         | Outstanding Achievement, Voice Acting in an Animated TV/Broadcast Production  | Bill Farmer as voice of Goofy                                    | Nominiert |
| 2013 | Annie Awards         | Outstanding Achievement, Voice Acting in an Animated TV/Broadcast Production  | Chris Diamantopoulos as the voice of Mickey Mouse                | Nominiert |
| 2014 | Primetime Emmy Award | Outstanding Short-format Animated Program                                     | For "'O Sole Minnie"                                             | Gewonnen  |
| 2014 | Primetime Emmy Award | Outstanding Character Voice-Over Performance                                  | Chris Diamantopoulos as the voice of Mickey Mouse                | Nominiert |
| 2014 | Primetime Emmy Award | Outstanding Individual Achievements In Animation                              | Narina Sokolova, background designer, for "O Sole Minnie"        | Gewonnen  |
| 2014 | Primetime Emmy Award | Outstanding Individual Achievements In Animation                              | Valerio Vaentura, background designer, for "The Adorable Couple" | Gewonnen  |

## DVD-Veröffentlichungen
In den USA erschien die erste Staffel am 26. August 2014 auf DVD.
Eine offizielle deutsche DVD-Veröffentlichung wurde bisher nicht angekündigt. Drei Episoden wurden aber auf einer Werbe-DVD für den Disney Channel veröffentlicht, die im Januar 2014 der TV Digital beilag.